# محمد سلطاني مهر
محمد سلطاني مهر (بالفارسية: محمد سلطانی‌مهر)، من مواليد 4 فبراير 1999م، وهو لاعب إيراني محترف، صنفت صحيفة ذا غارديان البريطانية للاعب محمد سلطاني على أنه أحد أفضل لاعبي الشباب على مستوى العالم، شارك مع زملائه في كأس العالم تحت 20 سنة التي أستضافته كوريا الجنوبية.